# Feather Sound
Feather Sound ist  ein census-designated place (CDP) im Pinellas County im US-Bundesstaat Florida. Das U.S. Census Bureau hat bei der Volkszählung 2020 eine Einwohnerzahl von 3.607 ermittelt.

## Geographie
Feather Sound grenzt im Norden an die Tampa Bay und im Süden an die Städte Clearwater und Saint Petersburg. Auf der Gemarkung befindet sich der St. Petersburg-Clearwater International Airport. Der CDP liegt etwa 10 km westlich von Tampa und wird von den Florida State Roads 686 und 688 tangiert.

## Demographische Daten
Laut der Volkszählung 2010 verteilten sich die damaligen 3420 Einwohner auf 2096 Haushalte. Die Bevölkerungsdichte lag bei 438,5 Einw./km². 88,3 % der Bevölkerung bezeichneten sich als Weiße, 2,8 % als Afroamerikaner, 0,3 % als Indianer und 5,9 % als Asian Americans. 0,6 % gaben die Angehörigkeit zu einer anderen Ethnie und 2,2 % zu mehreren Ethnien an. 5,7 % der Bevölkerung bestand aus Hispanics oder Latinos.
Im Jahr 2010 lebten in 17,8 % aller Haushalte Kinder unter 18 Jahren sowie 19,3 % aller Haushalte Personen mit mindestens 65 Jahren. 50,3 % der Haushalte waren Familienhaushalte (bestehend aus verheirateten Paaren mit oder ohne Nachkommen bzw. einem Elternteil mit Nachkomme). Die durchschnittliche Größe eines Haushalts lag bei 1,92 Personen und die durchschnittliche Familiengröße bei 2,60 Personen.
15,4 % der Bevölkerung waren jünger als 20 Jahre, 30,4 % waren 20 bis 39 Jahre alt, 32,0 % waren 40 bis 59 Jahre alt und 22,2 % waren mindestens 60 Jahre alt. Das mittlere Alter betrug 43 Jahre. 50,1 % der Bevölkerung waren männlich und 49,9 % weiblich.
Das durchschnittliche Jahreseinkommen lag bei 74.250 $, dabei lebten 5,2 % der Bevölkerung unter der Armutsgrenze.
Im Jahr 2000 war englisch die Muttersprache von 93,45 % der Bevölkerung, spanisch sprachen 5,05 % und 1,50 % sprachen italienisch.